# Klebstoffwerke Collodin
Die Klebstoffwerke Collodin GmbH mit Sitz in Frankfurt am Main ist einer der ältesten Klebstoffhersteller Deutschlands und wurde 1875 gegründet. Das Unternehmen gehört seit 2014 zur Beardow Adams Group.

## Unternehmensgeschichte
Die Klebstoffwerke Collodin wurden 1875 von Gustav Wolf gegründet. Es wurden hauptsächlich Klebstoffe für die Papier- und Schuhindustrie hergestellt. Das Unternehmen wurde 1938 durch die Familien Dr. Schultz und Nauth übernommen, die in den 1950er und 1960er Jahren auch Papierchemikalien und Buchbindereiklebstoffe entwickelten. 1975 trat Collodin in den Markt für Etikettierklebstoffe ein, die unter der Marke „Signacoll“ in großem Umfang in der Brau-, Mineralwasser- und Softdrinkindustrie eingesetzt werden. In den 1980er Jahren entwickelte Collodin lösemittelfreie Spezialklebstoffe für die unterschiedlichsten Anwendungen in der Automobilindustrie, wie z. B. Schalldämmung, Fahrzeuginnenbereich und Gewebeverklebungen. Im Jahr 2000 begann die Entwicklung von lösemittelfreien Antidröhnmassen für die Automobilindustrie und lösemittelfreien Unterbodenschutzbeschichtungen speziell für die Wohnmobli- und Wohnwagenindustrie. Unter der Marke Collophon wurden diese erfolgreich im Markt eingeführt.
Die Partnerschaft mit Beardow Adams begann 1989, als Collodin Vertriebspartner für die Schmelzklebstoffe von Beardow Adams wurde. Im Jahr 2006 verkaufte die Familie Dr. Schultz ihre Anteile und die Familie Nauth wurde alleiniger Inhaber. Im Januar 2014 wurde Collodin von der Beardow Adams Group übernommen.
Am 1. November 2017 änderte das Unternehmen seinen Namen von Klebstoffwerke Collodin GmbH in Beardow Adams GmbH. Am 1. Mai 2023 wurde die gesamte Beardow Adams Gruppe und somit auch die Beardow Adams GmbH von H.B. Fuller übernommen. Am 20. Juli 2023 wurde bekannt, dass die beiden in Frankfurt am Main ansässigen Werke Beardow Adams GmbH und Beardow Adams Hotmelt Werk GmbH zum 31. März 2024 geschlossen werden.

## Produkte und Marken
- Signacoll – Etikettierklebstoffe für die Getränke- und Lebensmittelindustrie.
- Prodacoll – Dispersionsklebstoffe für Verpackungen, Papierverarbeitung, Kaschierung, Selbstklebeausrüstung, Buchbinderei, Automobil- und Automobilzulieferindustrie.
- Collophon – wässrige Unterbodenschutz- und Antidröhnmassen.
- BAM, Futura, Prodas, Pressen – Schmelzklebstoffe (Hotmelts) für diverse Anwendungen.